# Theodor Baillet von Latour
Pour les articles homonymes, voir Baillet et Latour.
Théodore-François, comte Baillet de Latour (15 juin 1780 à Linz – 6 octobre 1848 à Vienne) était un ministre de la Guerre de l'empire d'Autriche.

## Biographie
Fils de Maximilien Antoine Baillet de Latour, lui aussi au  service des Habsbourg, il fut élève à l'école militaire Marie-Thérèse et entra au génie en 1799. Entré à l'État-major autrichien en 1804. Il servit contre les Français dans des batailles comme Marengo, Ulm, Dresde, Leipzig. Il fut conseiller militaire auprès du parlement de Francfort pour la création de la Confédération germanique. Il contribua à la fortification de Rastatt.
Il est ministre de la Guerre dans le gouvernement von Pillersdorf, du 19 mai au 8 juillet 1848.
Appelé par Charles-Louis de Ficquelmont au ministère de la guerre, il fut tué par la foule lors des émeutes provoquées par les révolutionnaires viennois durant l'insurrection viennoise d'octobre 1848. Sa mort entraîna l'empire d'Autriche dans un mouvement de répression de la révolution autrichienne de 1848.